# Boisset (Alto Loira)
 Boisset  es una población y comuna francesa, situada en la región de Auvernia, departamento de Alto Loira, en el distrito de Yssingeaux y cantón de Bas-en-Basset.

## Demografía
| 387 | 314 | 245 | 197 | 194 | 221 |
| Para los censos de 1962 a 1999 la población legal corresponde a la población sin duplicidades (Fuente: INSEE [Consultar]) |     |     |     |     |     |